# Autiosaari (ö i Kajanaland, Kajana, lat 64,04, long 28,19)
Autiosaari är en ö i Finland. Den ligger i sjön Jormasjärvi och i kommunen Sotkamo i den ekonomiska regionen  Kajana ekonomiska region  och landskapet Kajanaland, i den centrala delen av landet, 500 km norr om huvudstaden Helsingfors. Öns area är 7,2 hektar och dess största längd är 0,6 kilometer i nord-sydlig riktning.